# Zorzines suspiciosa
Zorzines suspiciosa är en fjärilsart som beskrevs av Inoue 1982. Zorzines suspiciosa ingår i släktet Zorzines och familjen nattflyn. Inga underarter finns listade i Catalogue of Life.